# Coin-lès-Cuvry
Coin-lès-Cuvry là một xã trong vùng Grand Est, thuộc tỉnh Moselle, quận Metz-Campagne, tổng Verny. Tọa độ địa lý của xã là 49° 02' vĩ độ bắc, 06° 09' kinh độ đông. Coin-lès-Cuvry nằm trên độ cao trung bình là m mét trên mực nước biển, có điểm thấp nhất là 171 mét và điểm cao nhất là 235 mét. Xã có diện tích 6,65 km², dân số vào thời điểm 1999 là 667 người; mật độ dân số là 100 người/km². Xã nằm về phía nam của Metz.

## Thông tin nhân khẩu
| 1962 | 1968 | 1975 | 1982 | 1990 | 1999 |
| ---- | ---- | ---- | ---- | ---- | ---- |
| 220  | 242  | 254  | 522  | 571  | 667  |